# Order Orła Białego
Order Orła Białego (OB) – najstarsze i najwyższe odznaczenie państwowe Rzeczypospolitej Polskiej nadawane za znamienite zasługi cywilne i wojskowe dla pożytku Rzeczypospolitej Polskiej, położone zarówno w czasie pokoju, jak i w czasie wojny. Nie dzieli się na klasy. Nadawany jest najwybitniejszym Polakom oraz najwyższym rangą przedstawicielom państw obcych.
Order Orła Białego noszony jest na wstędze błękitnej przewieszonej przez lewe ramię do prawego boku. Gwiazdę Orderu, niegdyś haftowaną, nosi się na lewej piersi.

## Historia

### Lata 1705–1795

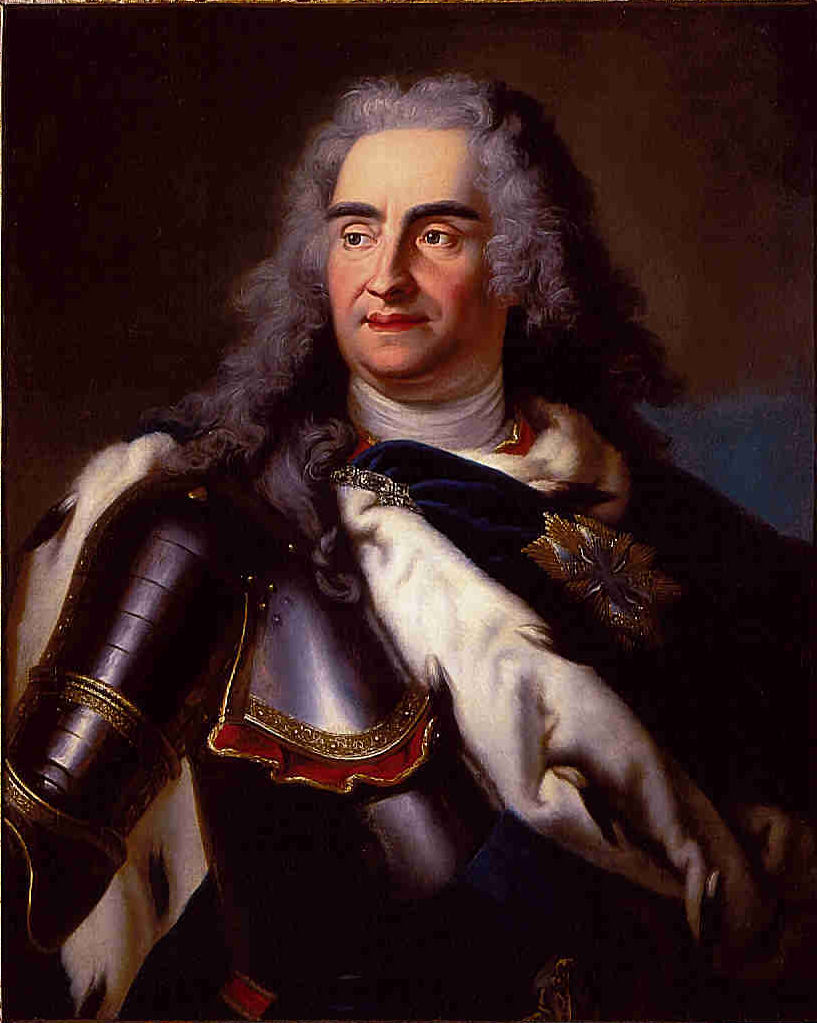
August II Mocny, Wielki Mistrz Orderu Orła Białego w latach 1705–1733, z Wielką Wstęgą i Gwiazdą Orderu Orła Białego

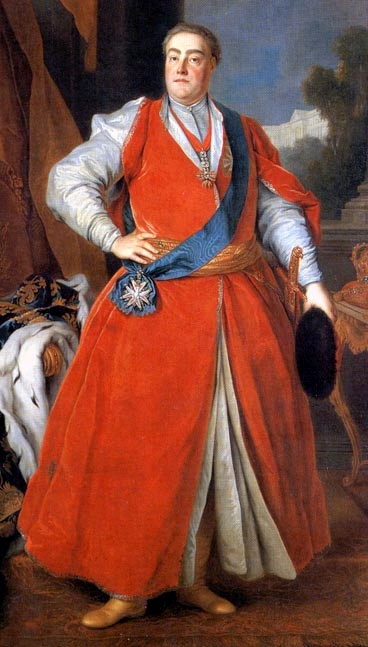
August III Sas, Wielki Mistrz Orderu Orła Białego w latach 1733–1763, w stroju polskim z Orderem Orła Białego

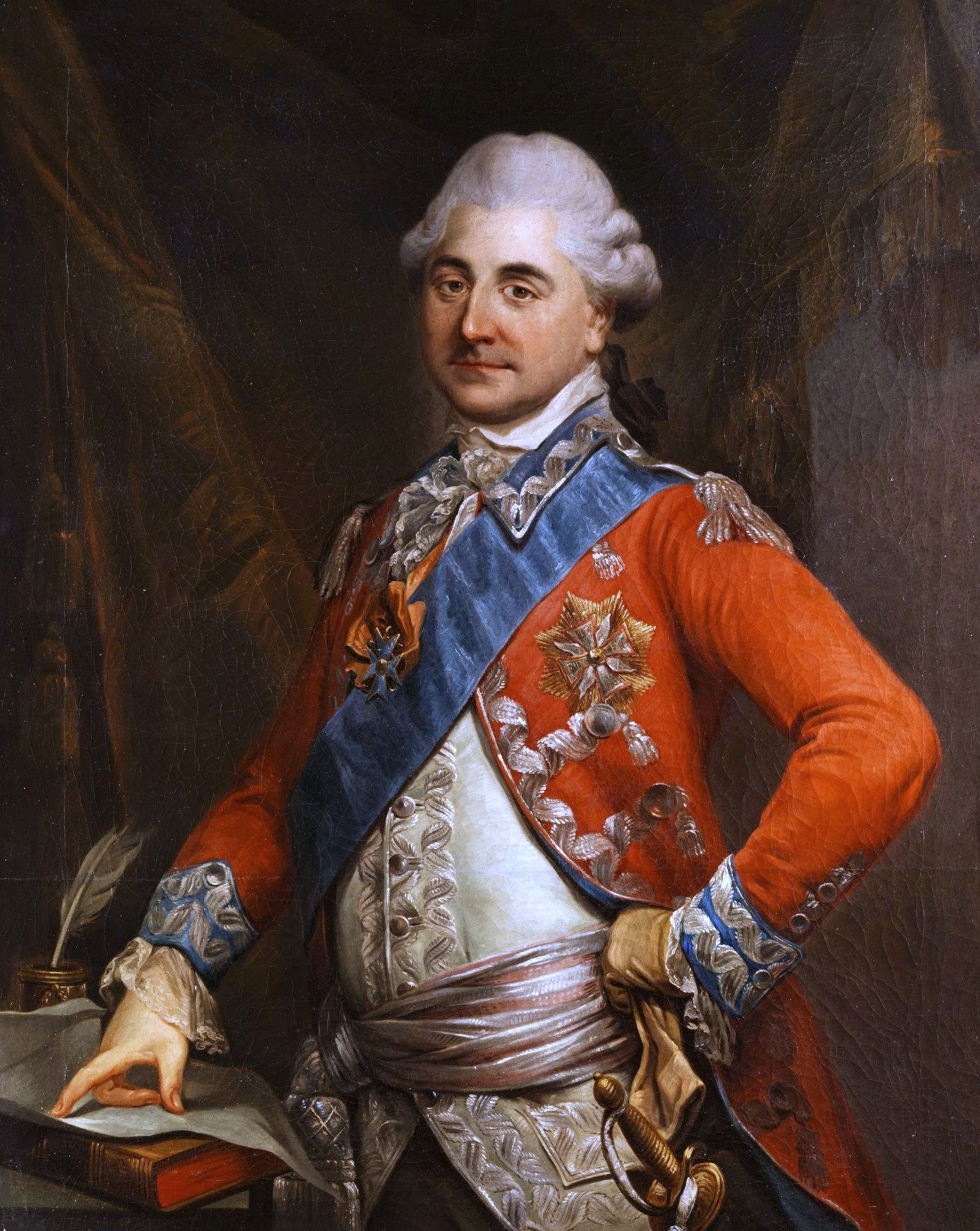
Stanisław August Poniatowski, Wielki Mistrz Orderu Orła Białego w latach 1764–1795, z Gwiazdą Orderu Orła Białego na lewej piersi

Order Orła Białego ustanowił król August II Mocny 1 listopada 1705 na zamku w Tykocinie, na Podlasiu, położonym nad Narwią. Za czasów I Rzeczypospolitej otrzymywali go głównie magnaci, którzy wsparli króla w wolnej elekcji: Karol Stanisław Radziwiłł, Hieronim Lubomirski, Michał Kazimierz Ogiński, Ignacy Krasicki, Stanisław Kostka Potocki, Stanisław Małachowski, oraz hetman Iwan Mazepa. W czasach Augusta III stracił nieco renomę, gdyż minister Henryk Brühl masowo go sprzedawał. Za panowania Stanisława Augusta Poniatowskiego Order Orła Białego nadawano na rozkaz cesarzowej Katarzyny II. Order przestał być nadawany po III rozbiorze Polski.

### Lata 1807–1917

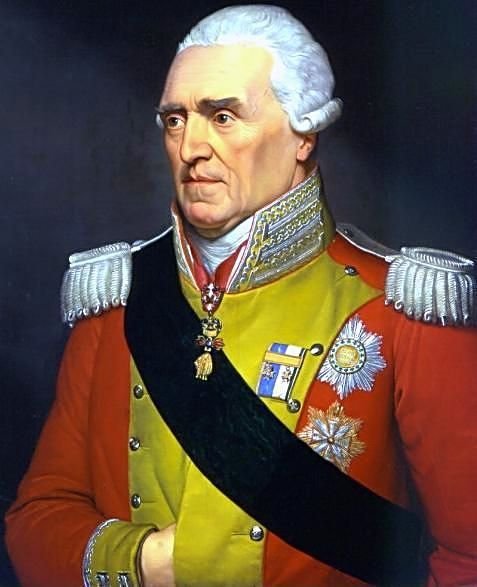
Fryderyk August I, król saski i książę warszawski, Wielki Mistrz Orderu Orła Białego w latach 1807–1815, z Orderem na piersi

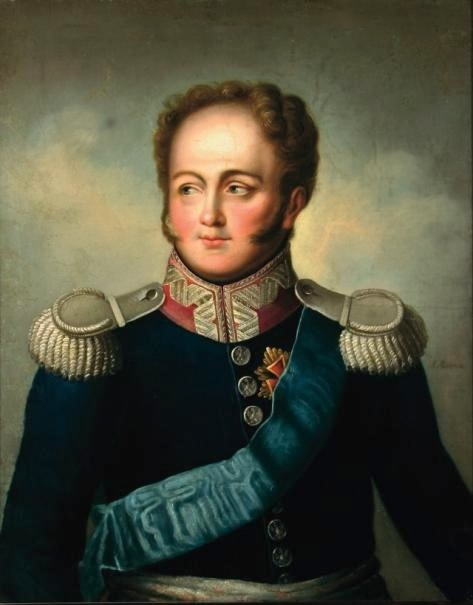
Car Aleksander I jako król polski (1815–1825) w polskim mundurze generalskim z Gwiazdą Orderu

Ponownie został ustanowiony w 1807 jako najwyższe odznaczenie Księstwa Warszawskiego i później kongresowego Królestwa Polskiego. Po upadku powstania listopadowego w 1831 wraz z Orderem Świętego Stanisława i Virtuti Militari został zniesiony jako order Królestwa Polskiego ukazem cara. W jego miejsce został ustanowiony Cesarski i Królewski Order Orła Białego. Order ten był nadawany przez carów Rosji w latach 1831–1917 (do rewolucji lutowej i upadku caratu w marcu 1917). Ustanowienie oznaczenia Imperium Rosyjskiego, przejmującego elementy orderu Królestwa Polskiego, było jedną z represji po powstaniu listopadowym, gdy wbrew traktatowi wiedeńskiemu car uznał Królestwo Polskie za terytorium podbite, a nie odrębne państwo, związane jedynie unią personalną z Rosją. Z tego względu nie jest w tej formie i w tym okresie traktowany jako kontynuacja polskiego orderu rycerskiego.

### Lata 1921–1939

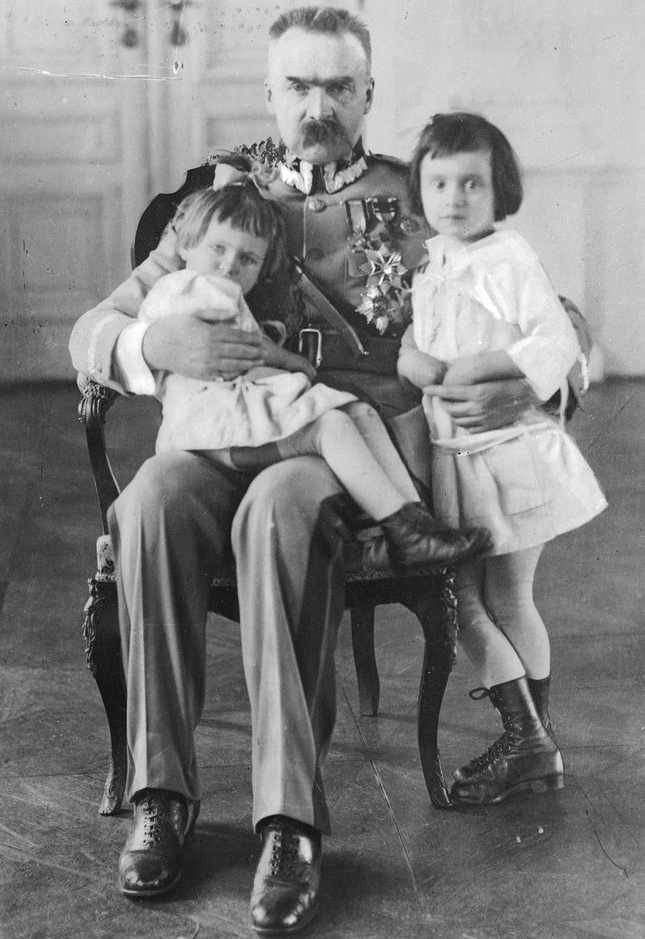
Józef Piłsudski, Wielki Mistrz Orderu w latach 1921–1922. Na zdjęciu z córkami w Sulejówku w 1923 roku, order widoczny na lewej piersi Marszałka.

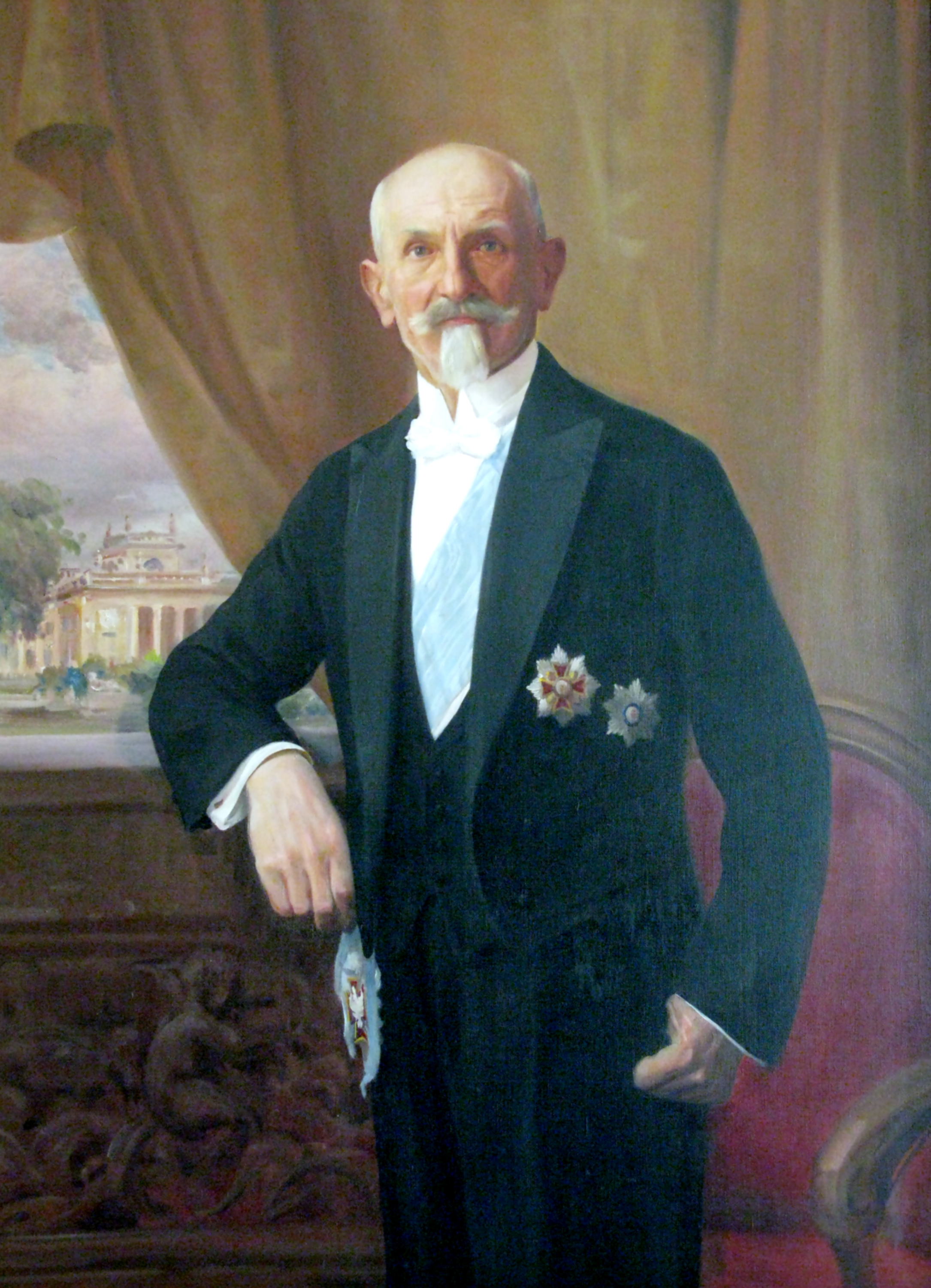
Prezydent Stanisław Wojciechowski, Wielki Mistrz Orderu w latach 1922–1926, z Orderem Orła Białego.

Został odnowiony przez Sejm Rzeczypospolitej ustawą z dnia 4 lutego 1921 jako najwyższe odznaczenie państwowe. Otrzymał wówczas także nowy wygląd i odmienną dewizę Za Ojczyznę i Naród. Prezydent Rzeczypospolitej rozporządzeniem z dnia 23 października 1924 ustanowił statut Orderu Orła Białego. W okresie międzywojennym nadany został 24 obywatelom polskim i 88 cudzoziemcom (w tym 33 monarchom i prezydentom, 10 premierom, 12 członkom rodzin panujących, 15 ministrom).

### Lata 1939–1990

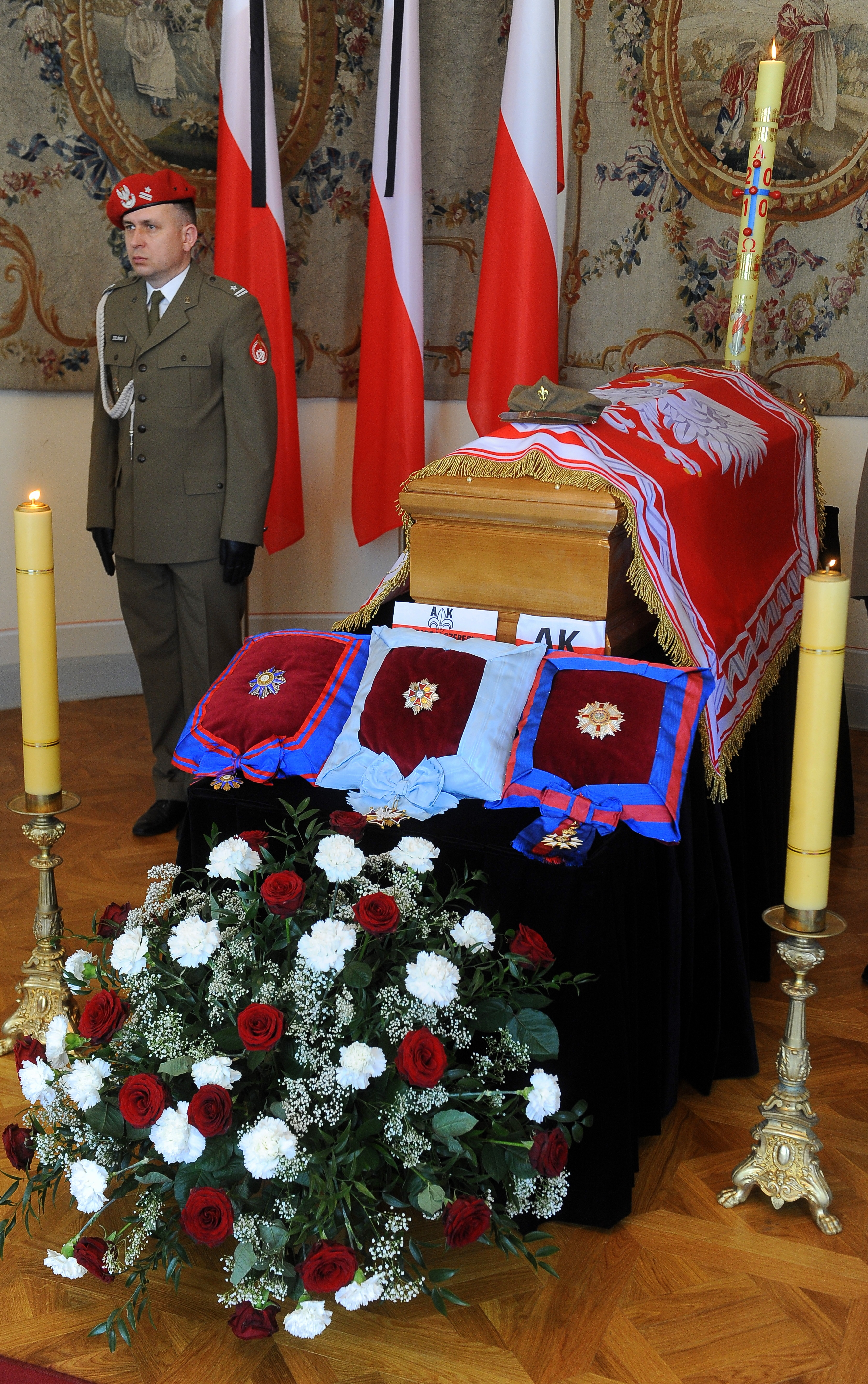
Order Orła Białego prezentowany w Belwederze na pogrzebie prezydenta Ryszarda Kaczorowskiego, ostatniego Wielkiego Mistrza Orderu na Uchodźstwie, 17 kwietnia 2010

Od wybuchu II wojny światowej order nadawany był rzadko i tylko przez rząd RP na obczyźnie. Poza prezydentami RP otrzymującymi go z urzędu, uhonorowano nim 6 Polaków m.in. Tadeusza Tomaszewskiego, Eustachego Sapiehę i Michała Tokarzewskiego-Karaszewicza oraz 4 cudzoziemców m.in. kard. Carlo Chiarlo. Dekret PKWN z 22 grudnia 1944 o orderach, odznaczeniach oraz medalach wymieniał Order Orła Białego jako jedno z odznaczeń państwowych, nadawanych przez Prezydium KRN, lecz nikomu nie został on nadany (choć w pewnym momencie rozważano przyznanie Orderu Orła Białego przywódcy ZSRR Józefowi Stalinowi). Formalnie odznaczenie to zostało w PRL zniesione na mocy ustawy z 17 lutego 1960 o orderach i odznaczeniach, która zgodnie ze swym art. 29 uchyliła dotychczasowe przepisy, którymi ustanowione zostały ordery i odznaczenia, zatem również ustawę z 4 lutego 1921 o ustanowieniu Orderu Orła Białego. W randzie najwyższego odznaczenia państwowego zastąpił go odtąd ustanowiony w 1949 Order Budowniczych Polski Ludowej.

### Od 1992 roku

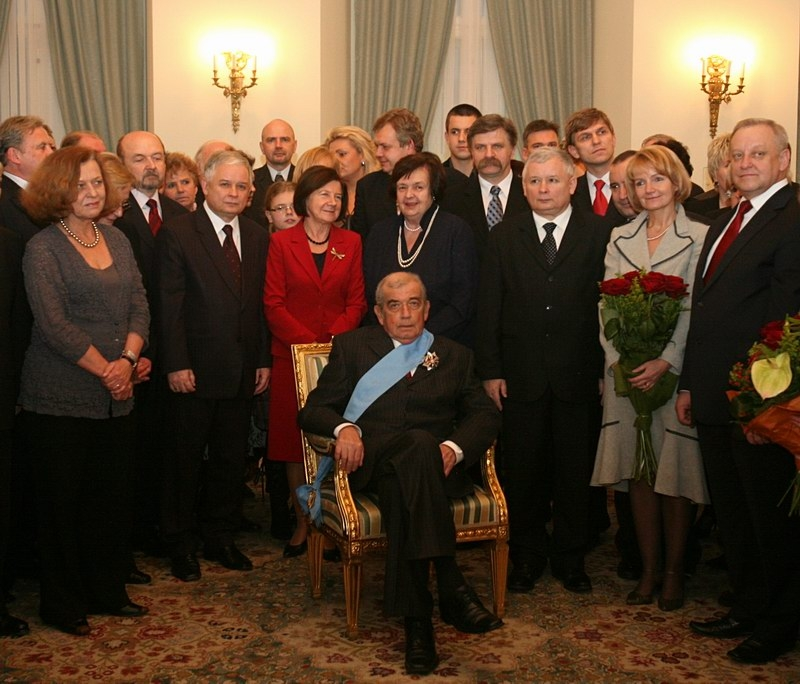
Prof. Zbigniew Religa uhonorowany Orderem Orła Białego, 18 grudnia 2008

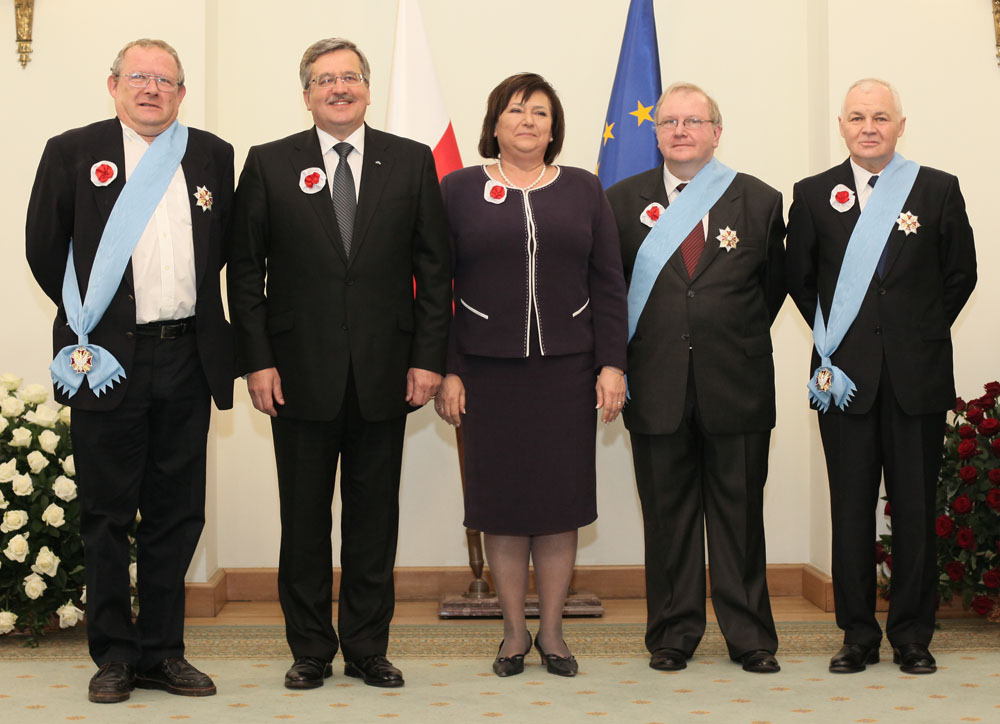
Adam Michnik, Aleksander Hall i Jan Krzysztof Bielecki udekorowani Orderem Orła Białego przez prezydenta Bronisława Komorowskiego, 10 listopada 2010

23 grudnia 1992 został restytuowany ustawą z dnia 16 października 1992 r. o orderach i odznaczeniach (Dz. U. Nr 90, poz. 450 ze zmianami). Projekt obecnej wersji orderu wykonał Edward Gorol. Order obecnie nadawany jest przez Prezydenta RP.
Pierwszymi osobami, które otrzymały go po restytucji orderu w 1992, z rąk prezydenta Lecha Wałęsy w 1993, byli Jan Paweł II (papież odebrał swój order dopiero w czasie pielgrzymki do kraju 22 maja 1995) i król Szwecji Karol XVI Gustaw.
20 maja 2008 Gimnazjum Nr 28 we Wrocławiu otrzymało imię Kawalerów Orderu Orła Białego.
12 września 2018 prezydent Andrzej Duda otworzył Salę Orderu Orła Białego w Pałacu Prezydenckim w Warszawie oraz ogłosił nazwiska 25 osób, które w dniu 11 listopada 2018 w setną rocznicę odzyskania niepodległości przez Polskę pośmiertnie zostaną uhonorowane Orderem Orła Białego.

## Wygląd insygniów
Początkowo miał formę owalnego medalu czerwonego koloru z jasnobłękitną wstęgą oraz hasłem Pro Fide, Rege et Lege (łac. Za Wiarę, Króla i Prawo). Na oznakach przyznawanych monarchom słowo Rege zmieniano na Grege (łac. trzodę rozumianą jako naród-poddanych). Królowi polskiemu przysługiwał przywilej noszenia insygniów orderowych, którymi był wysadzany szlachetnymi kamieniami krzyż zawieszony na łańcuchu Orderu Orła Białego. Monarchowie z dynastii Wettynów, August II Mocny i jego syn August III Sas mieli poza tym cały zestaw klejnotów, który nazywano garniturem orderowym. W 1709 order dla wszystkich kawalerów otrzymał formę krzyża maltańskiego. Do 1713 noszony był na szyi z dodatkową gwiazdą.
Łańcuch Orderu Orła Białego pochodzący z czasów panowania króla Stanisława Augusta Poniatowskiego oraz miecz orderowy jako klejnoty Rzeczypospolitej przechowuje się w kaplicy Zamku Królewskiego w Warszawie.

### Lata 1921–1990
Po restytucji orderu w 1921 roku zmieniono jego hasło na Za Ojczyznę i Naród. Na nowy wygląd orderu złożyły się złoty krzyż maltański z białą emaliowaną obwódką i złotymi promieniami między ramionami, dalej biały, emaliowany i ukoronowany orzeł z rozpostartymi skrzydłami z głową skierowaną w prawo (heraldycznie) umieszczony w centrum krzyża. Order noszono na gładkiej, jasnobłękitnej szarfie z lewego ramienia na prawy bok.
Gwiazda była ośmioramienna z prostymi ramionami. Na niej osadzono złoty, maltański krzyż emaliowany na czerwono z białą emaliowaną obwódką i złotymi promieniami pomiędzy ramionami. Nowe hasło zostało wypisane na ramionach krzyża. Na centralnym dysku emaliowanym na biało umieszczono monogram RP (Rzeczpospolita Polska) otoczony emaliowanym zielono wizerunkiem wieńca wawrzynowego.

### Od 1992 roku
Obecnie oznaką Orderu Orła Białego jest krzyż maltański, równoramienny, złocony, o wymiarach 70 × 70 mm, zakończony na rogach ramion kulkami. Ramiona krzyża pokryte są czerwoną emalią z białymi brzegami w złoconym obramowaniu, nałożoną na fakturowane podłoże. Między ramionami krzyża umieszczone są pęki złoconych promieni. W środku krzyża biało emaliowany orzeł według wzoru określonego w ustawie z dnia 1 sierpnia 1919 o godłach i barwach Rzeczypospolitej Polskiej, ze złoconymi żyłkami, koroną, dziobem i szponami. Na odwrotnej stronie ramiona krzyża są złocone z biało emaliowanym obramowaniem i wypukłym napisem: ZA OJCZYZNĘ I NARÓD. W środku krzyża na okrągłej biało emaliowanej tarczy w otoku ze złoconych liści dębowych pokrytych zieloną emalią umieszczony jest złocony monogram: RP. Krzyż zawieszony jest na błękitnej wielkiej wstędze szerokości 100 mm i noszony z lewego ramienia na prawy bok.
Oznaką Orderu jest ponadto gwiazda orderowa srebrzona o średnicy 80 mm z ośmiu pęków promieni. Na gwieździe umieszczony jest złocony krzyż Orderu, o wymiarach 50 × 50 mm, lecz bez orła i bez kulek na rogach ramion. Między ramionami krzyża złociste płomyki, na ramionach krzyża złocony napis: ZA OJCZYZNĘ I NARÓD. W środku krzyża na okrągłej, biało emaliowanej tarczy w otoku ze złoconych liści dębowych pokrytych zieloną emalią umieszczony jest złocony monogram „RP”.

### Krzyż Orderu

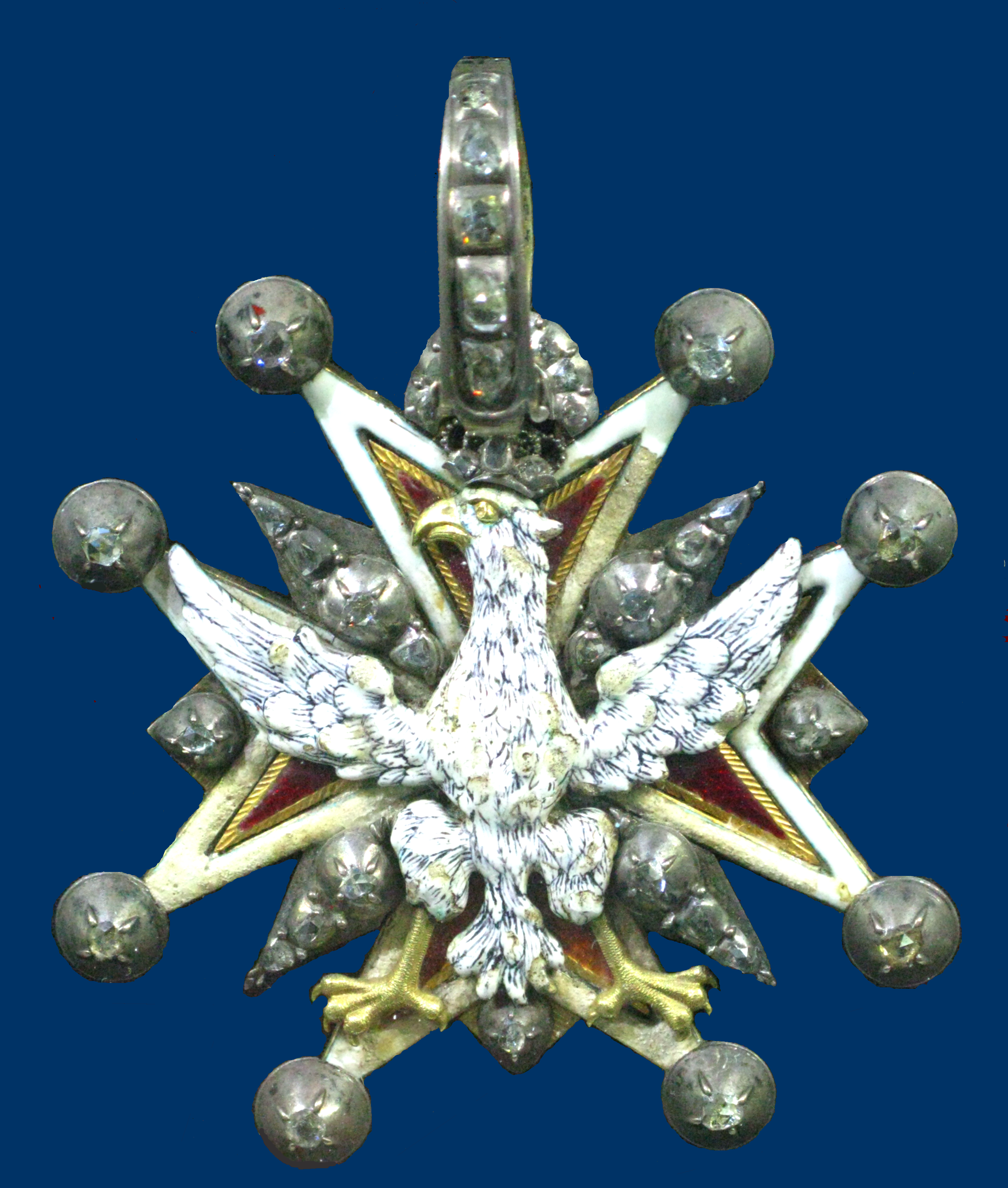
Krzyż Orderu Orła Białego (według wzoru z 1713 r.)
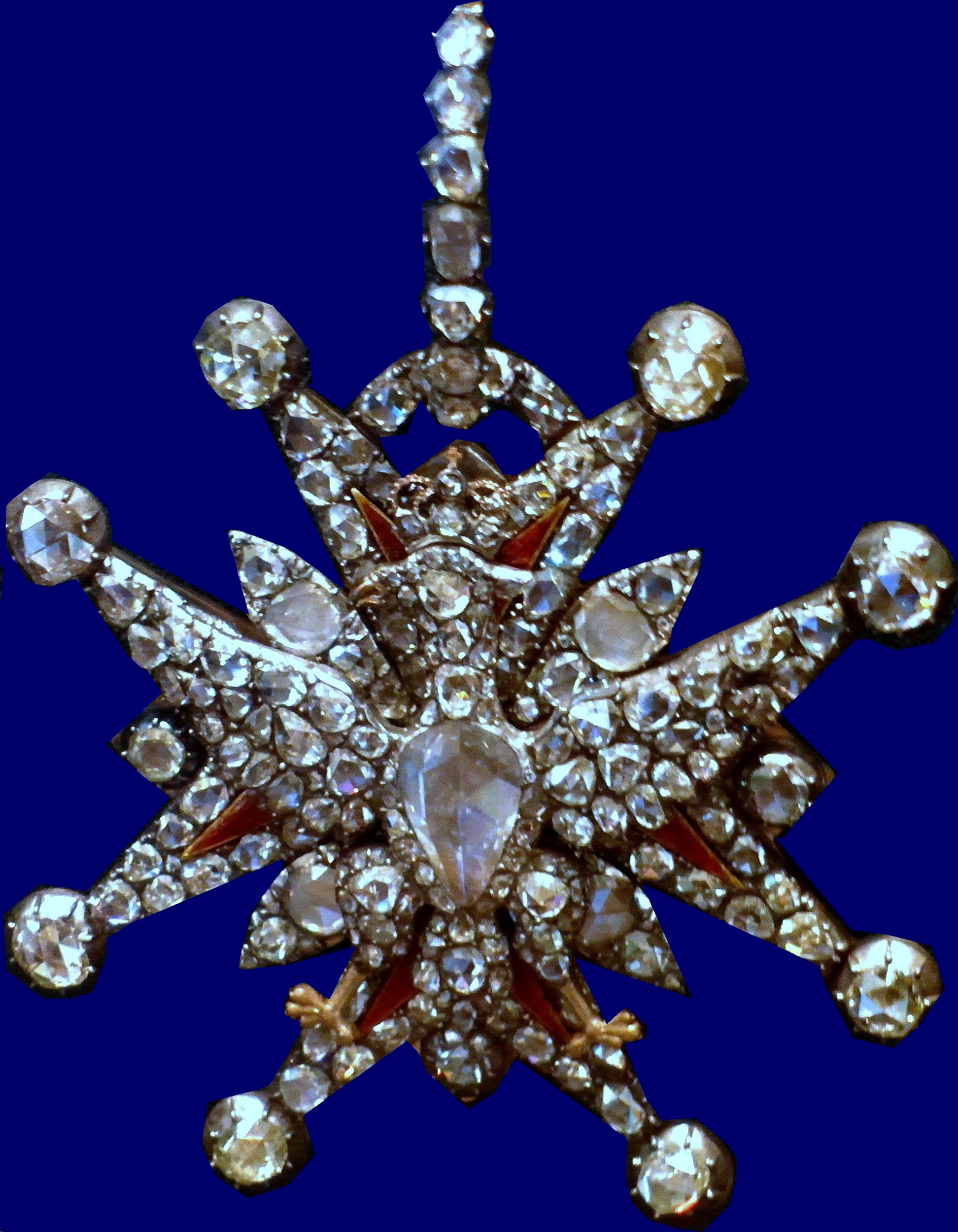
Krzyż Orderu Orła Białego z garnituru diamentowego Augusta II Mocnego
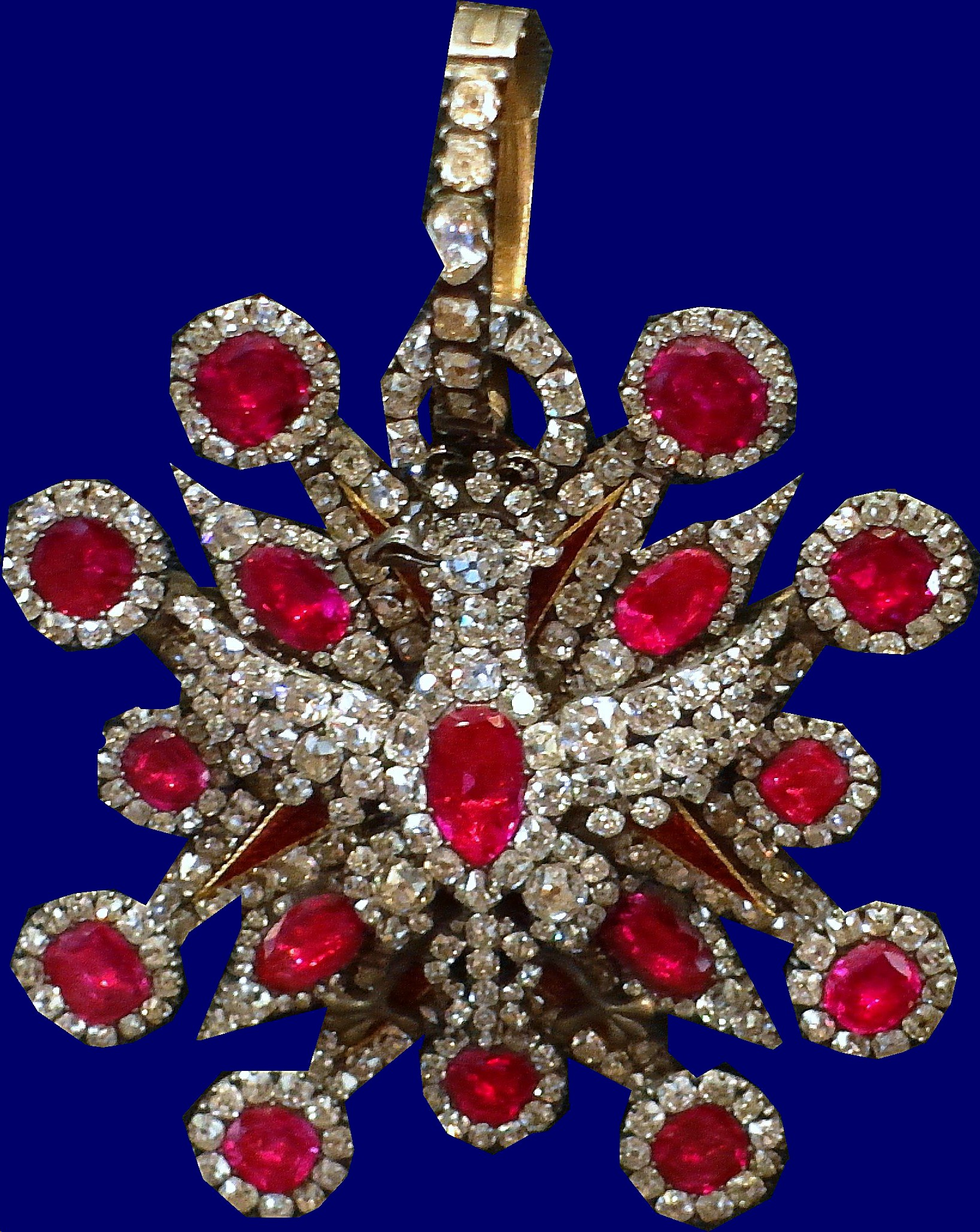
Krzyż Orderu Orła Białego z garnituru rubinowego Augusta II Mocnego
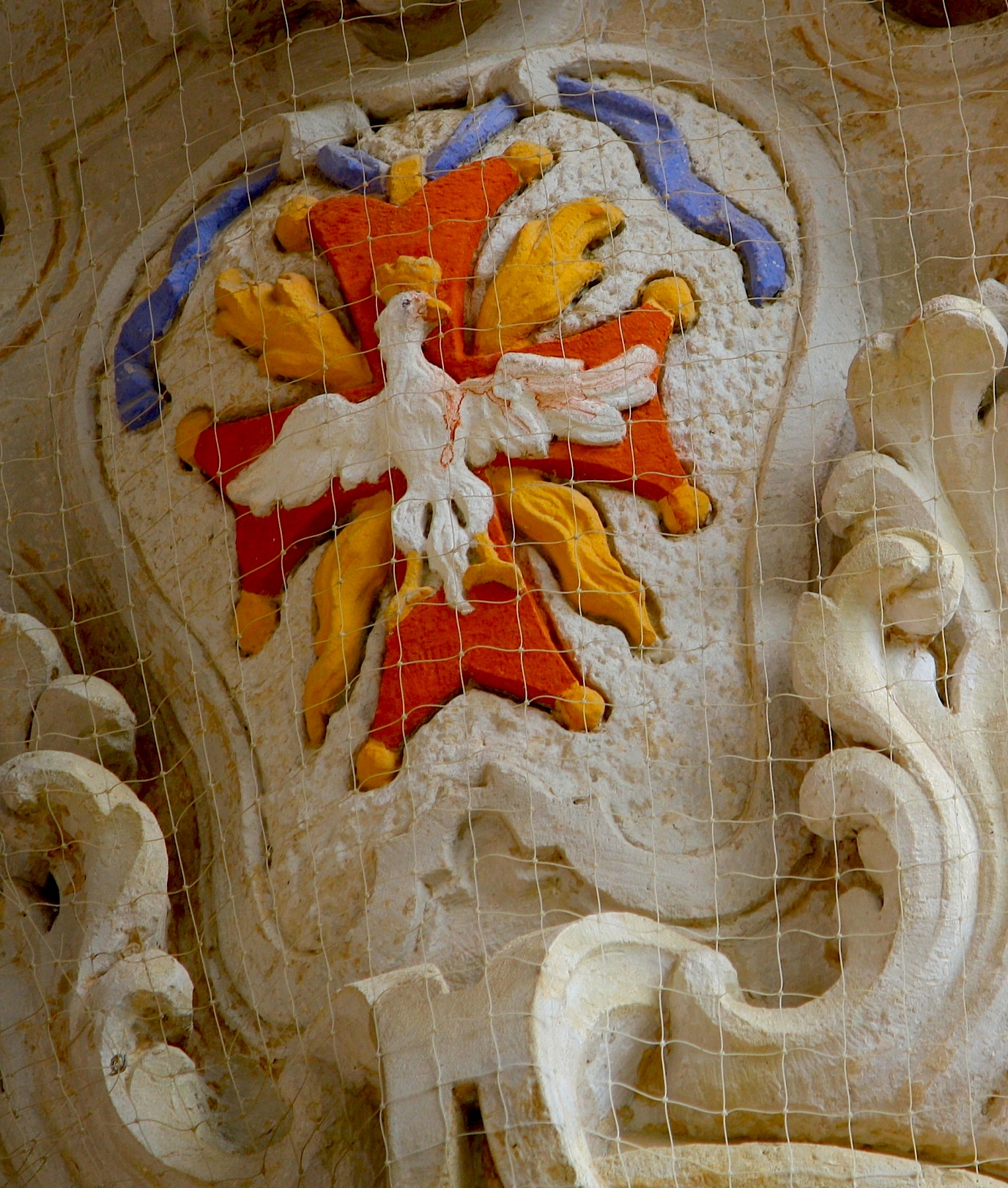
Wizerunek Orderu Orła Białego na kolumnie zamku w Pillnitz
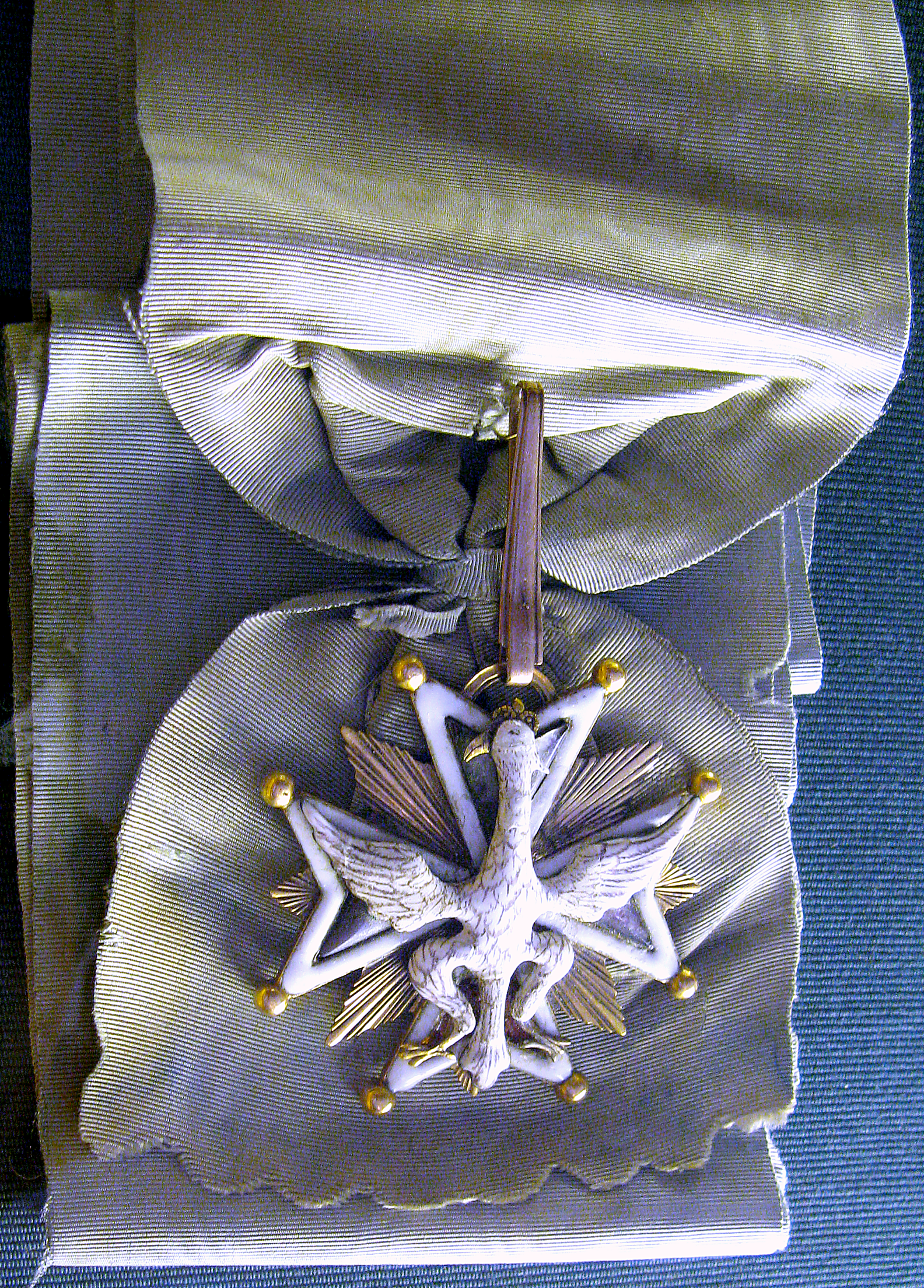
Order Orła Białego z 1780
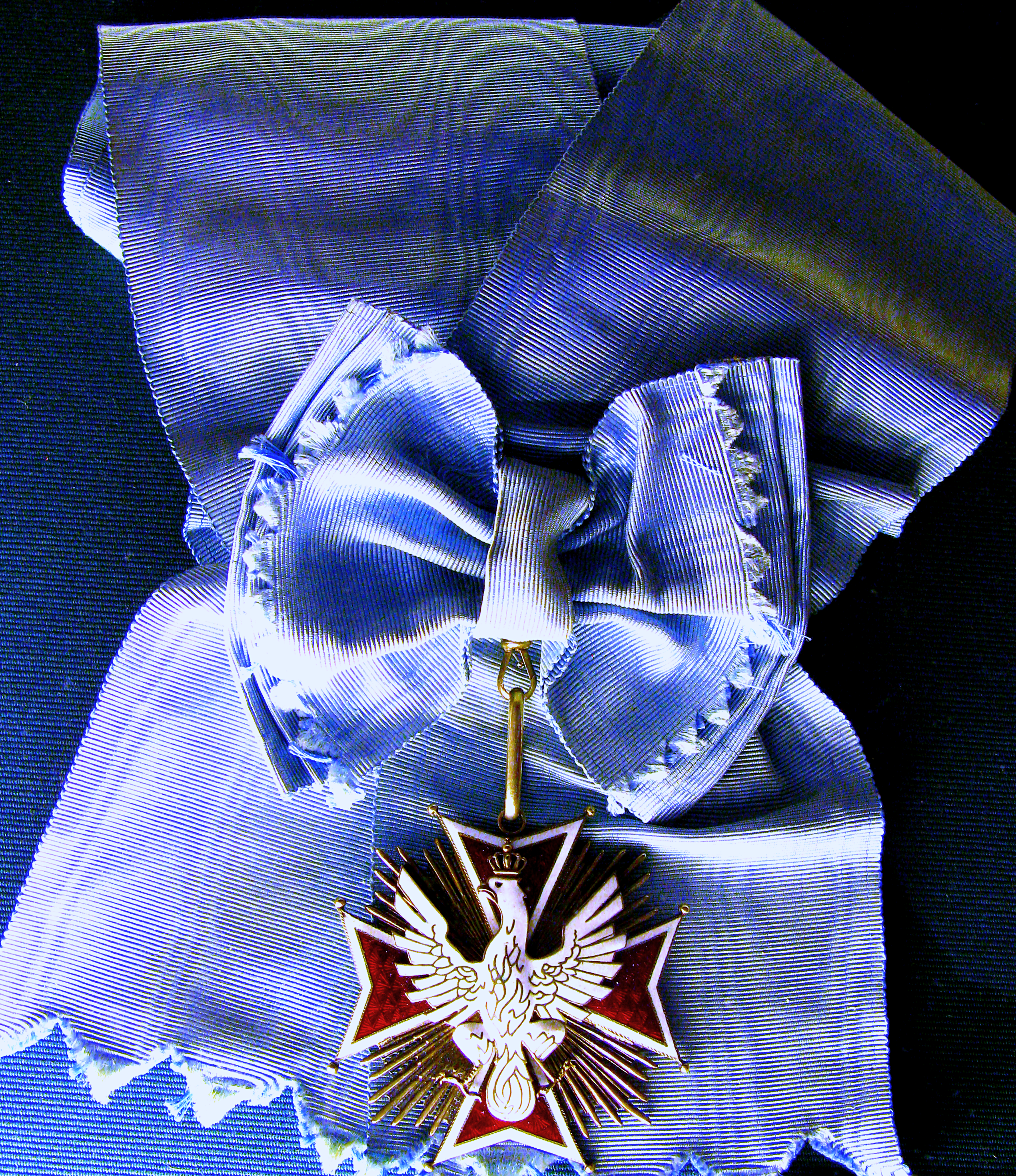
Krzyż i Wielka Wstęga Orderu prezydenta RP na obczyźnie Ryszarda Kaczorowskiego

### Gwiazda Orderu

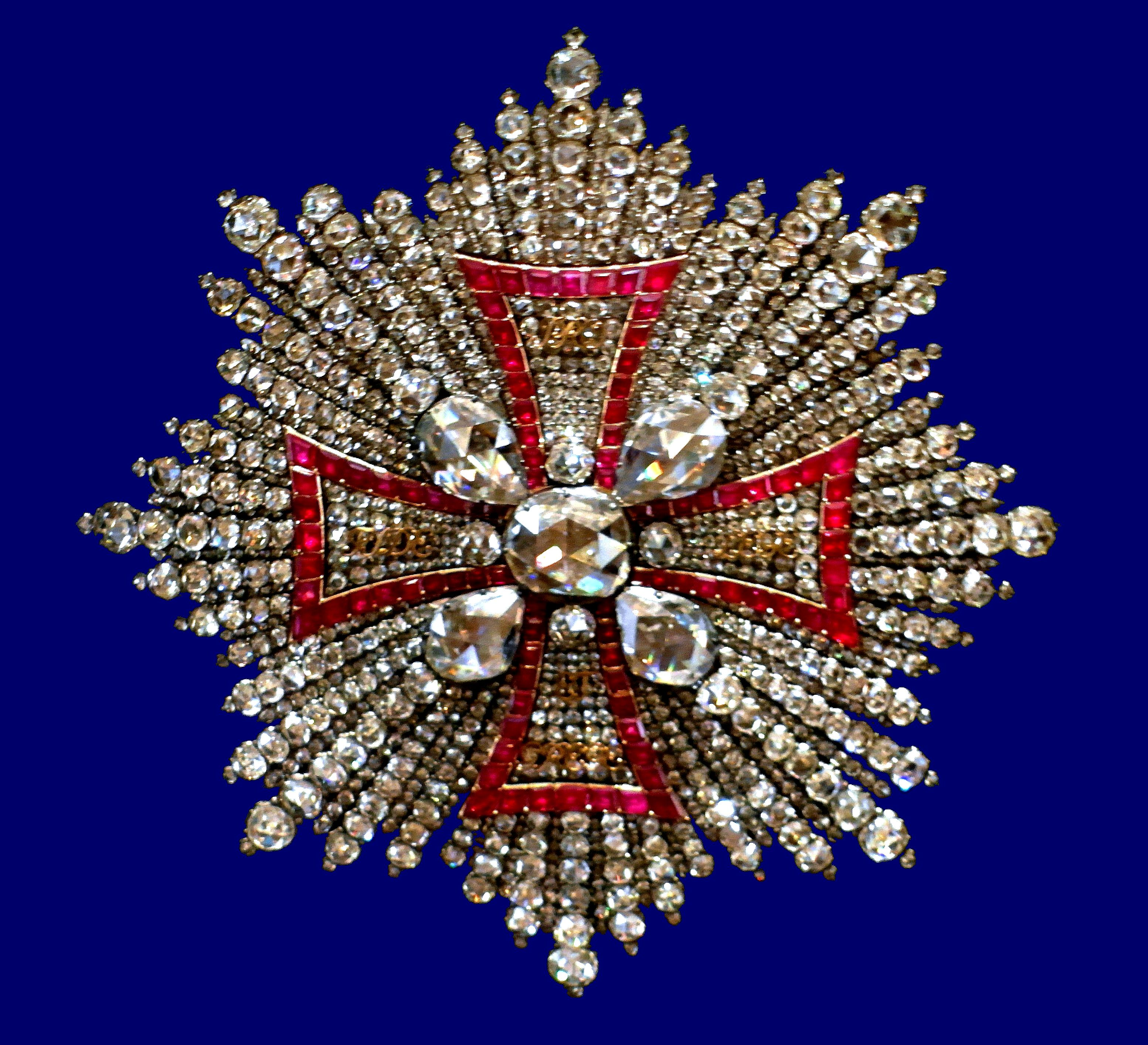
Gwiazda Orderu Orła Białego z garnituru diamentowego Augusta II Mocnego
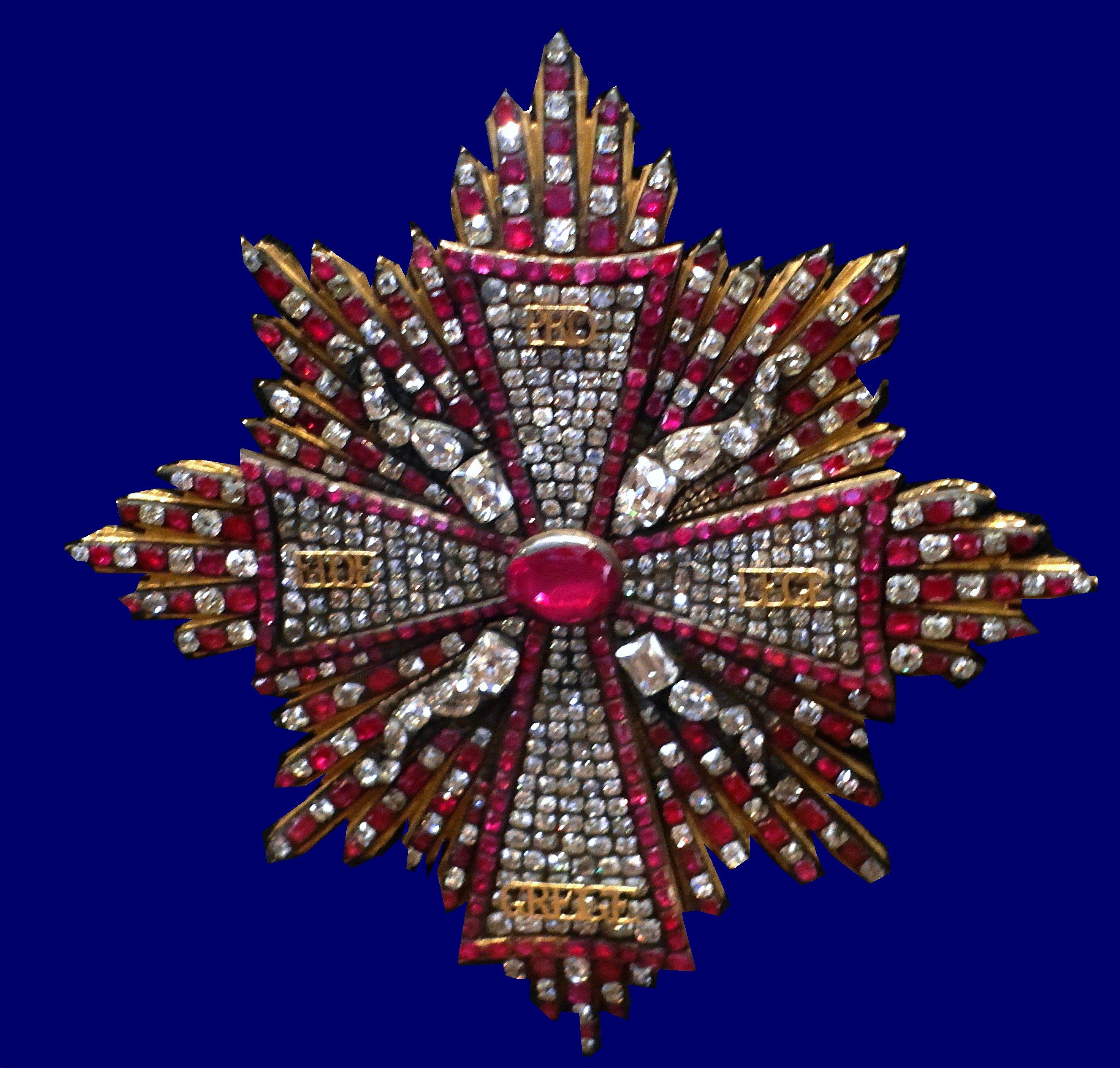
Gwiazda Orderu Orła Białego z garnituru rubinowego Augusta II Mocnego
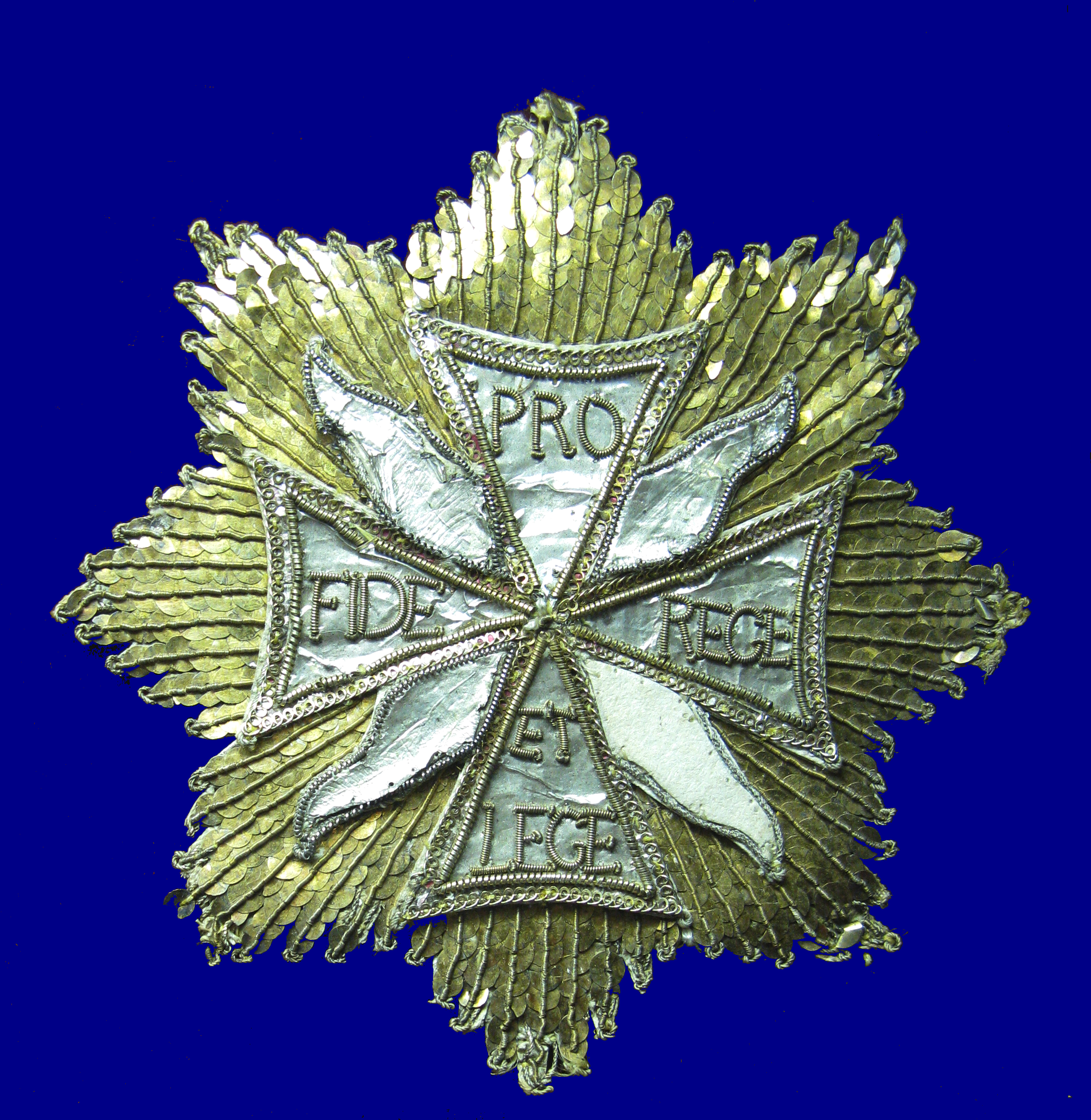
Gwiazda Orderu w XVIII w.
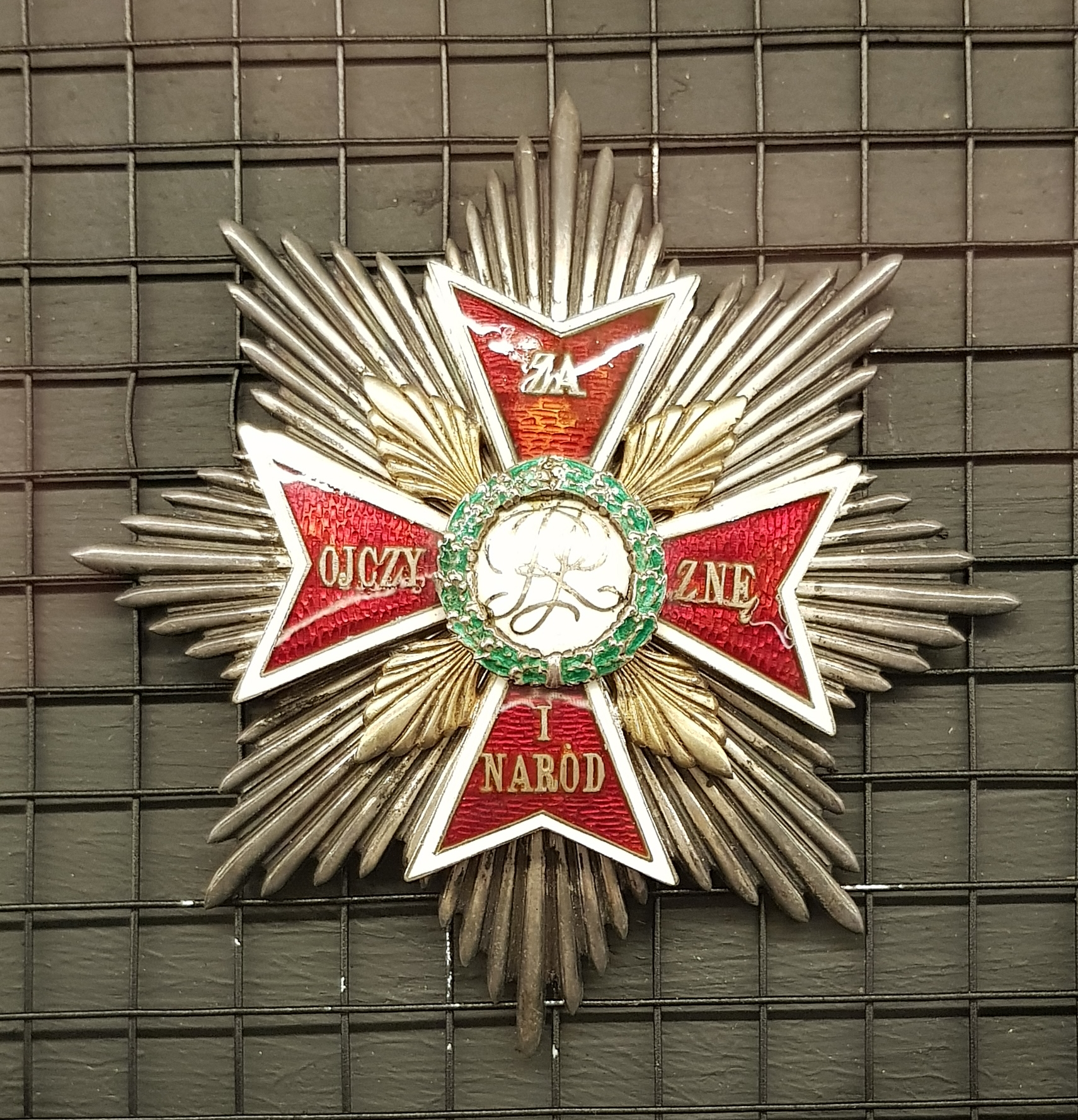
Gwiazda Orderu Orła Białego gen. Józefa Hallera
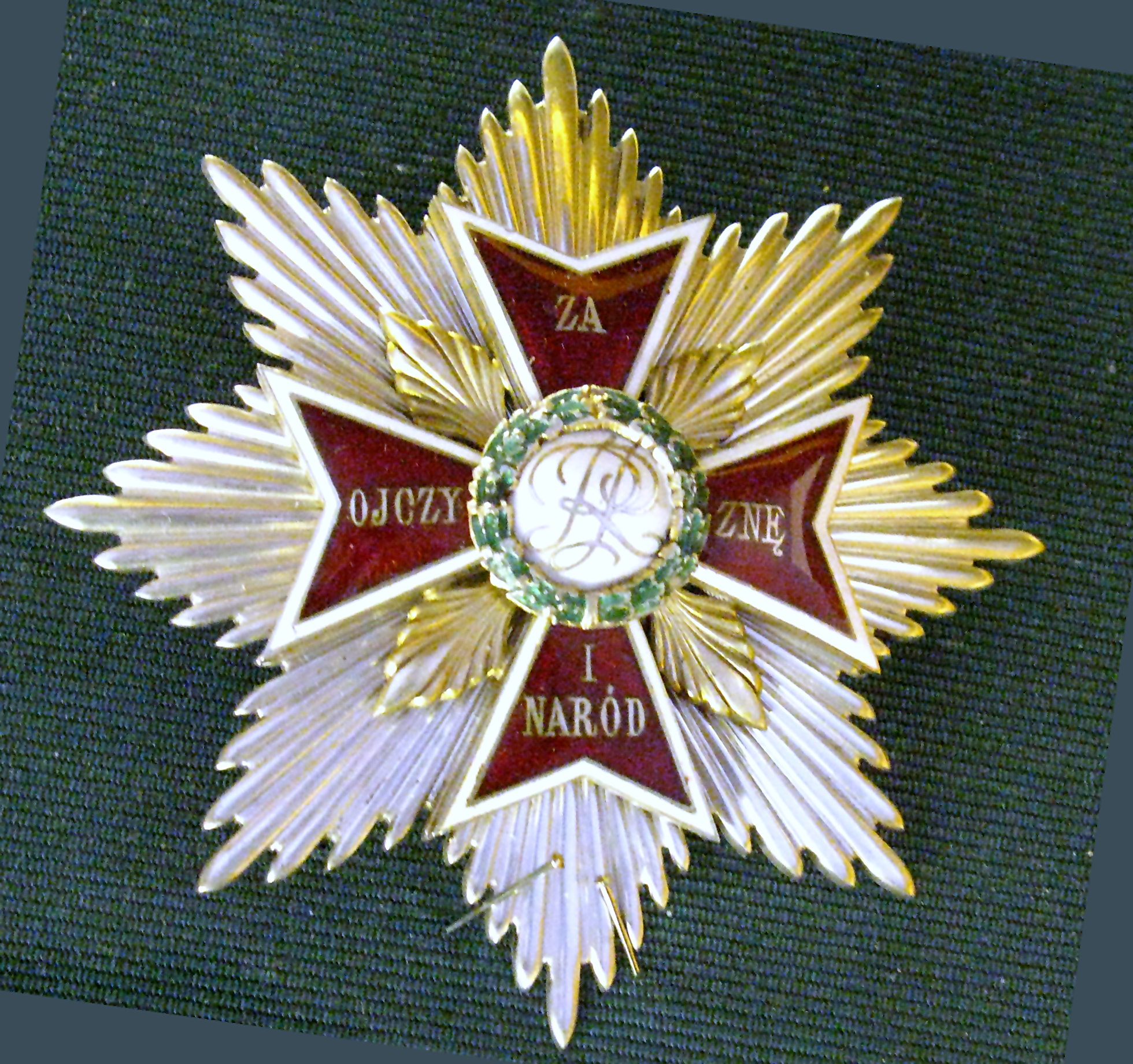
Gwiazda Orderu Orła Białego (wzór 1921)

### Łańcuch Orderu

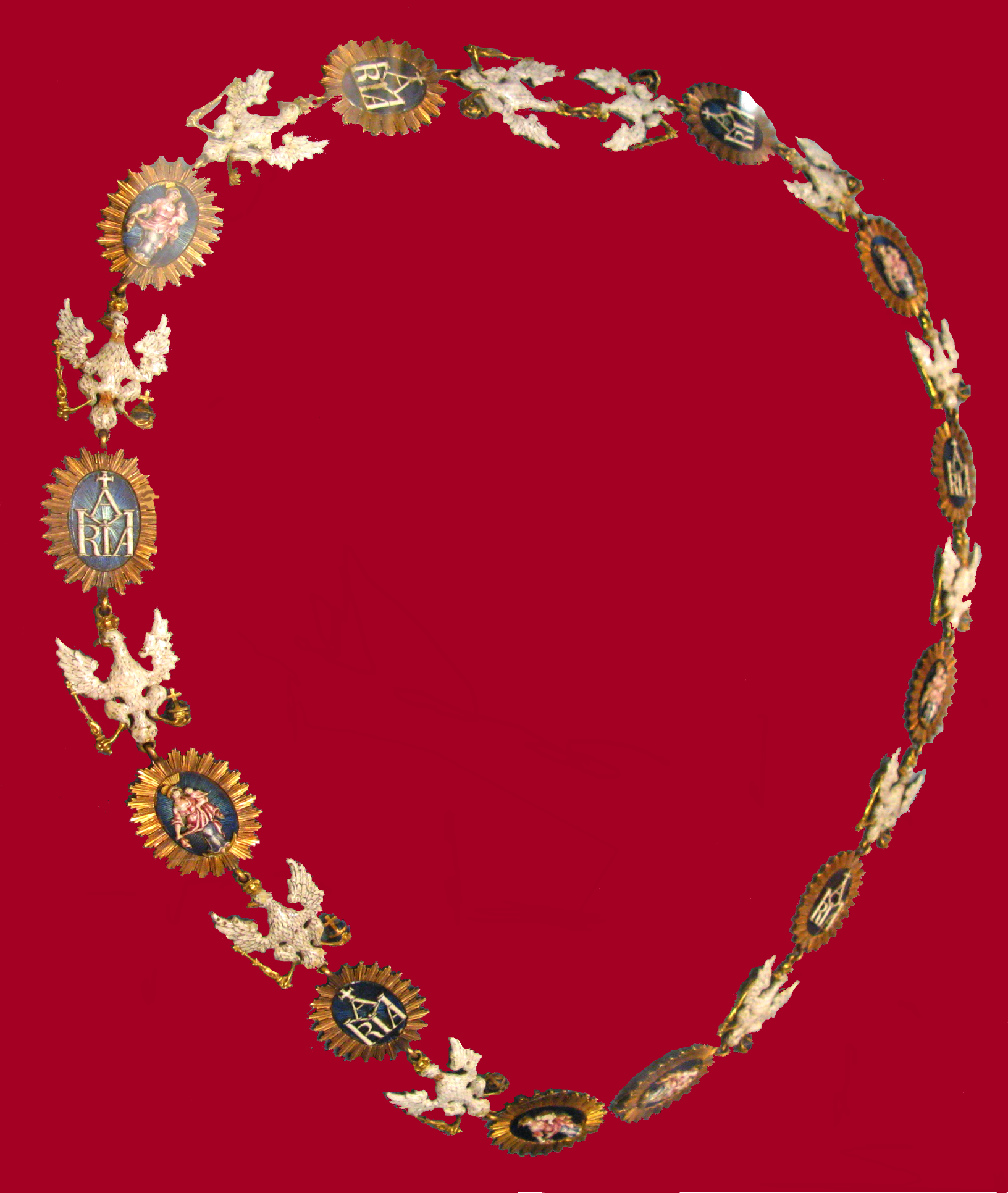
Łańcuch Orderu Orła Białego króla Stanisława II Augusta Poniatowskiego
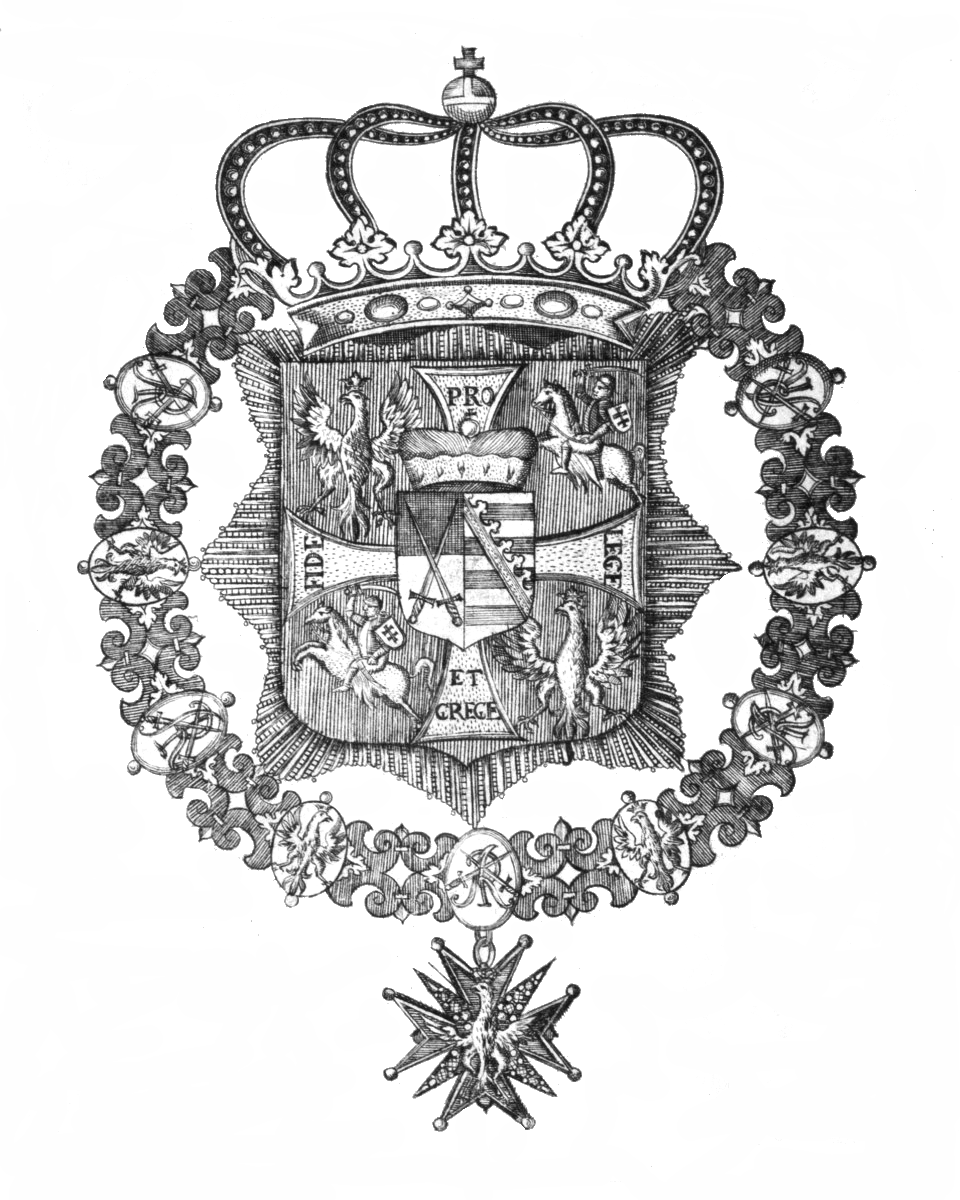
Łańcuch królewski Orderu Orła Białego, własność króla Augusta II Mocnego przed 1730
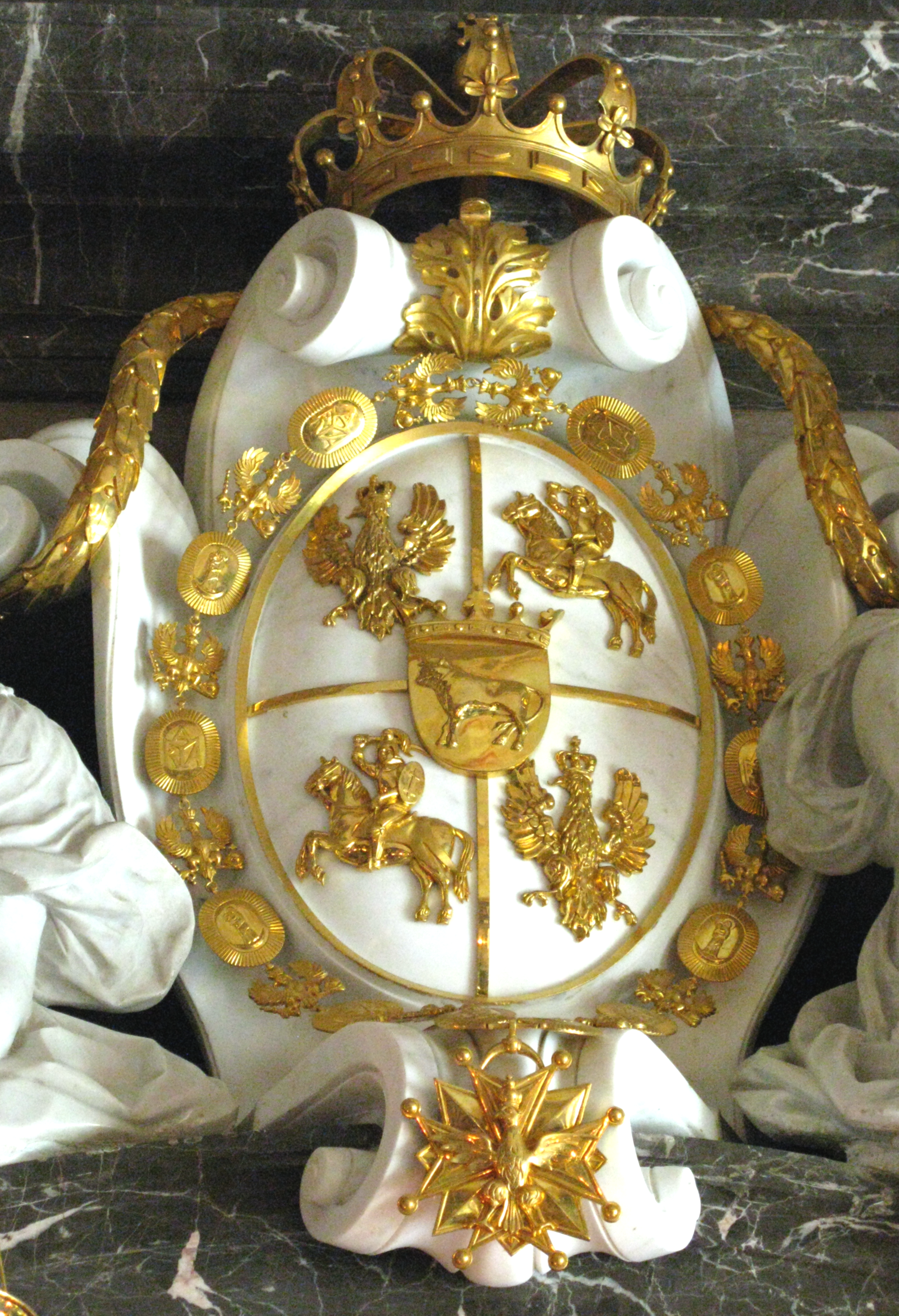
Herb Stanisława Augusta Poniatowskiego z łańcuchem Orderu Orła Białego
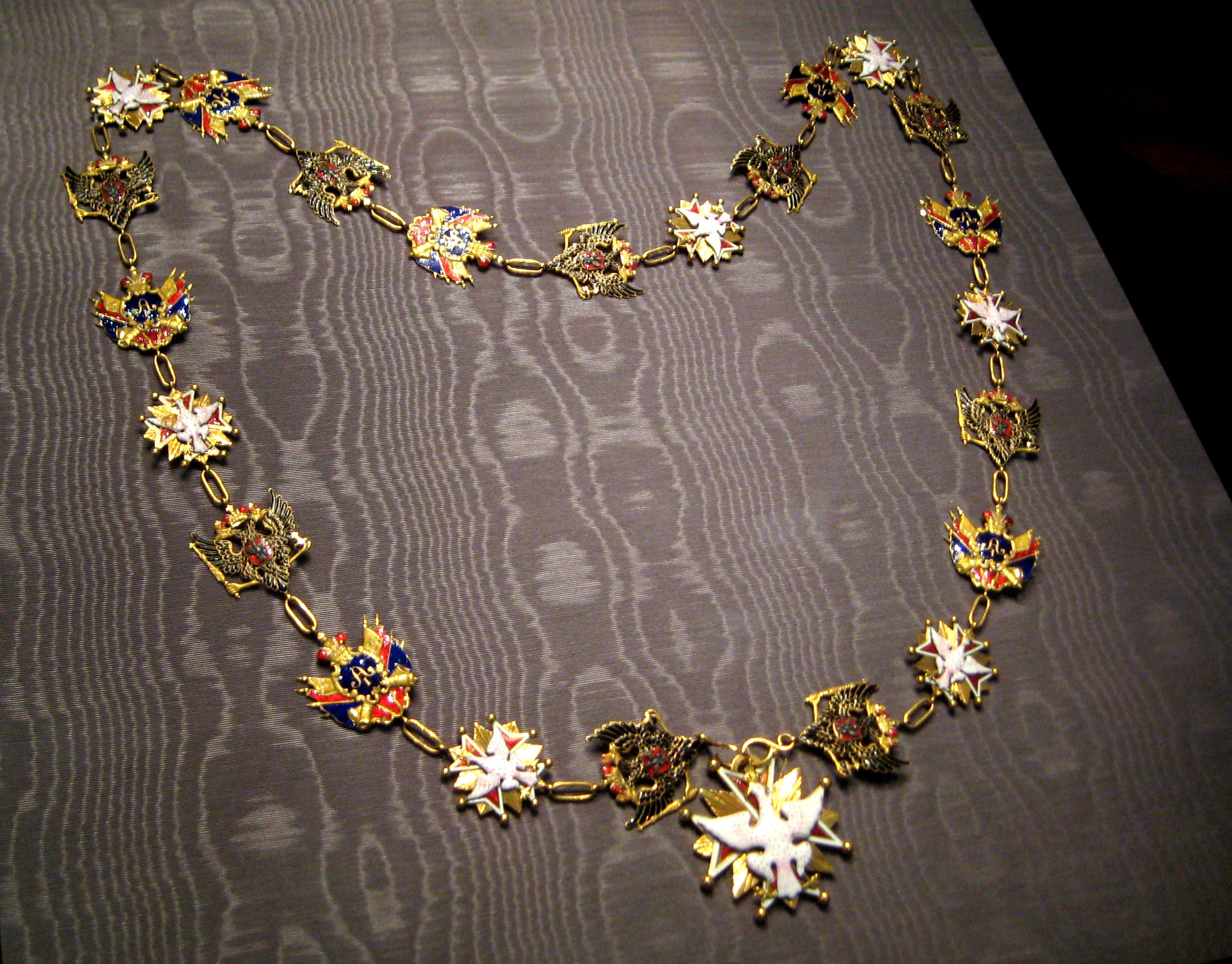
Łańcuch Orderu Orła Białego cara Mikołaja I na koronację na króla Polski w 1829 r.

### Strój orderowy

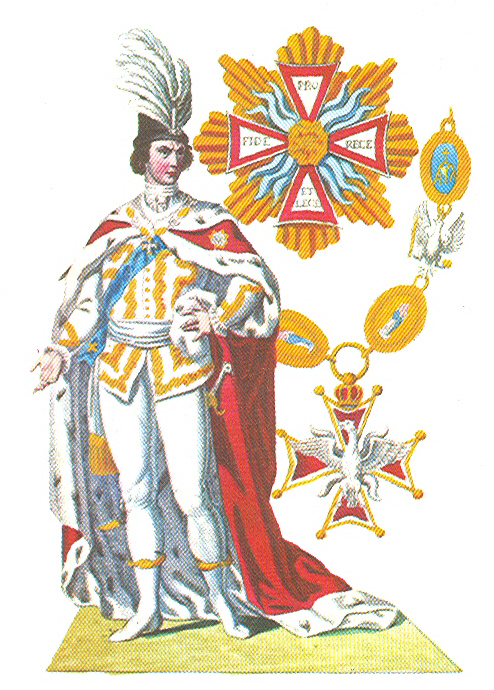
Kawaler Orderu Orła Białego w stroju orderowym, rycina z XVIII wieku

## Statystyki nadań Orderu Orła Białego od 1703

### Lata 1703–1990
| Epoka                | Epoka                         | Wielki Mistrz Orderu                               | Wielki Mistrz Orderu                | Wielki Mistrz Orderu    | Lata nadań OOB | Liczba odznaczonych | Dane szczegółowe | Dane szczegółowe |
| Epoka                | Epoka                         | Wielki Mistrz Orderu                               | Wielki Mistrz Orderu                | Wielki Mistrz Orderu    | Lata nadań OOB | Liczba odznaczonych | Polacy           | Cudzoziemcy      |
| -------------------- | ----------------------------- | -------------------------------------------------- | ----------------------------------- | ----------------------- | -------------- | ------------------- | ---------------- | ---------------- |
| RON                  | Rzeczpospolita Obojga Narodów | August II Mocny                                    | Król Polski                         | August II Mocny         | 1703–1733      | 155                 | 77               | 78               |
| RON                  | Rzeczpospolita Obojga Narodów | August III Sas                                     | Król Polski                         | August III Sas          | 1733–1763      | 345                 | 232              | 113              |
| RON                  | Rzeczpospolita Obojga Narodów | Stanisław August                                   | Król Polski                         | Stanisław August        | 1764–1795      | 611                 | ponad 427        | ponad 124        |
| Księstwo Warszawskie | Księstwo Warszawskie          | Fryderyk August I                                  | Książę warszawski                   | Fryderyk August I       | 1807–1815      | 12                  | 10               | 2                |
| Królestwo Polskie    | Królestwo Polskie             | Aleksander I                                       | Król Polski                         | Aleksander I            | 1815–1825      | 28                  | 13               | 15               |
| Królestwo Polskie    | Królestwo Polskie             | Mikołaj I                                          | Król Polski                         | Mikołaj I               | 1825–1831      | 44                  | 13               | 31               |
| II Rzeczpospolita    | II Rzeczpospolita             |                                                    | Naczelnik Państwa                   | Józef Piłsudski         | 1921–1922      | 34                  | 10               | 24               |
| II Rzeczpospolita    | II Rzeczpospolita             |                                                    | Prezydent Rzeczypospolitej Polskiej | Gabriel Narutowicz      | 1922           | 0                   | 0                | 0                |
| II Rzeczpospolita    | II Rzeczpospolita             |                                                    | Prezydent Rzeczypospolitej Polskiej | Stanisław Wojciechowski | 1922–1926      | 17                  | 2                | 15               |
|                      | II Rzeczpospolita             |                                                    | Prezydent Rzeczypospolitej Polskiej | Ignacy Mościcki         | 1926–1939      | 56                  | 8                | 48               |
|                      | Władze RP na obczyźnie        |                                                    | Prezydent Rzeczypospolitej Polskiej | Władysław Raczkiewicz   | 1939−1947      | 5                   | 3                | 2                |
|                      | Władze RP na obczyźnie        | Prezydent Rzeczypospolitej Polskiej na Uchodźstwie | August Zaleski                      | 1947–1972               | 6              | 4                   | 2                |                  |
|                      | Władze RP na obczyźnie        | Prezydent Rzeczypospolitej Polskiej na Uchodźstwie | Stanisław Ostrowski                 | 1972–1979               | 0              | 0                   | 0                |                  |
|                      | Władze RP na obczyźnie        | Prezydent Rzeczypospolitej Polskiej na Uchodźstwie | Edward Raczyński                    | 1979–1986               | 0              | 0                   | 0                |                  |
|                      | Władze RP na obczyźnie        | Prezydent Rzeczypospolitej Polskiej na Uchodźstwie | Kazimierz Sabbat                    | 1986–1989               | 0              | 0                   | 0                |                  |
|                      | Władze RP na obczyźnie        | Prezydent Rzeczypospolitej Polskiej na Uchodźstwie | Ryszard Kaczorowski                 | 1989–1990               | 2              | 1                   | 0                |                  |
| Razem                | Razem                         | Razem                                              | Razem                               | Razem                   | Razem          | 1323                | ponad 808        | ponad 455        |

Źródło: Krzysztof Filipow, Order Orła Białego, Białystok 1995, s. 61; skorygowane według: Marta Męclewska, Kawalerowie i statuty Orderu Orła Białego 1705–2008, Arx Regia Ośrodek Wydawniczy Zamku Królewskiego, Warszawa 2008, ISBN 978-83-7022178-2.

### Od 1992 roku
| Epoka                  | Epoka              | Wielki Mistrz Orderu   | Wielki Mistrz Orderu                | Wielki Mistrz Orderu | Lata urzędowania | Liczba odznaczonych | Dane szczegółowe | Dane szczegółowe | Dane szczegółowe | Dane szczegółowe |
| Epoka                  | Epoka              | Wielki Mistrz Orderu   | Wielki Mistrz Orderu                | Wielki Mistrz Orderu | Lata urzędowania | Liczba odznaczonych | Polacy           | Cudzoziemcy      | Żyjącym          | Pośmiertnie      |
| ---------------------- | ------------------ | ---------------------- | ----------------------------------- | -------------------- | ---------------- | ------------------- | ---------------- | ---------------- | ---------------- | ---------------- |
|                        | III Rzeczpospolita | Lech Wałęsa            | Prezydent Rzeczypospolitej Polskiej | Lech Wałęsa          | 1990–1995        | 40                  | 32               | 8                | 27               | 13               |
| Aleksander Kwaśniewski | III Rzeczpospolita | Aleksander Kwaśniewski | Prezydent Rzeczypospolitej Polskiej | 1995–2005            | 68               | 27                  | 41               | 61               | 7                |                  |
| Lech Kaczyński         | III Rzeczpospolita | Lech Kaczyński         | Prezydent Rzeczypospolitej Polskiej | 2005–2010            | 29               | 22                  | 7                | 16               | 13               |                  |
| Bronisław Komorowski   | III Rzeczpospolita | Bronisław Komorowski   | Prezydent Rzeczypospolitej Polskiej | 2010–2015            | 37               | 23                  | 14               | 35               | 2                |                  |
| Andrzej Duda           | III Rzeczpospolita | Andrzej Duda           | Prezydent Rzeczypospolitej Polskiej | 2015–2025            | 107              | 77                  | 30               | 62               | 45               |                  |
| Karol Nawrocki         | III Rzeczpospolita | Karol Nawrocki         | Prezydent Rzeczypospolitej Polskiej | od 2025              |                  | 0                   | 0                | 0                | 0                |                  |
| Razem                  | Razem              | Razem                  | Razem                               | Razem                | Razem            | 281                 | 181              | 100              | 201              | 80               |

## Odznaczeni

### I Rzeczpospolita (1705–1795)
Chronologicznie:
Alfabetycznie:

### Księstwo Warszawskie (1807–1815)
Chronologicznie:
Alfabetycznie:

### Królestwo Polskie (1815–1831)
Chronologicznie:
Alfabetycznie:

### II Rzeczpospolita (1921–1939)
Chronologicznie:
Alfabetycznie:

### Władze RP na Obczyźnie (1939–1990)
Chronologicznie:
Alfabetycznie:

### III Rzeczpospolita (od 1992)
Chronologicznie:
Alfabetycznie:

## Żyjący Polacy, Damy oraz Kawalerowie Orderu Orła Białego
Wśród 48 żyjących osób narodowości polskiej odznaczonych Orderem jest 43 mężczyzn i 5 kobiet.
Odznaczeni według daty nadania
1. Lech Wałęsa, 23 grudnia 1992 (ex officio)
2. Aleksander Kwaśniewski, 23 grudnia 1995 (ex officio)
3. Leszek Balcerowicz, 11 listopada 2005
4. Andrzej Gwiazda, 3 maja 2006
5. Bronisław Komorowski, 6 sierpnia 2010 (ex officio)
6. Jan Krzysztof Bielecki, 10 listopada 2010
7. Aleksander Hall, 10 listopada 2010
8. Adam Michnik, 10 listopada 2010
9. Andrzej Wielowieyski, 10 listopada 2011
10. Jerzy Buzek, 11 listopada 2012
11. Adam Strzembosz, 11 listopada 2012
12. Norman Davies, 11 listopada 2012
13. ks. Michał Heller, 3 maja 2014
14. Hanna Suchocka, 5 czerwca 2014
15. Andrzej Duda, 6 sierpnia 2015 (ex officio)
16. Michał Kleiber, 28 kwietnia 2016
17. Michał Lorenc, 28 kwietnia 2016
18. Zofia Romaszewska, 28 kwietnia 2016
19. Bronisław Wildstein, 28 kwietnia 2016
20. kard. Stanisław Dziwisz, 28 stycznia 2017
21. Adam Bujak, 3 maja 2017
22. Jan Krzysztof Kelus, 3 maja 2017
23. ks. Bernard Czernecki, 11 listopada 2017
24. Władysław Siemaszko, 3 maja 2019
25. Czesław Bielecki, 3 maja 2019
26. Wincenty Kućma, 3 maja 2019
27. Andrzej Nowak, 11 listopada 2019
28. Grażyna Świątecka, 11 listopada 2019
29. Andrzej Kułakowski, 3 maja 2020
30. Wojciech Roszkowski, 3 maja 2020
31. Joanna Duda-Gwiazda, 11 listopada 2021
32. Adam Macedoński, 11 listopada 2021
33. ks. Stanisław Małkowski, 11 listopada 2021
34. Jan Polkowski, 11 listopada 2021
35. Antoni Lenkiewicz, 3 maja 2022
36. Antoni Libin-Libera, 3 maja 2022
37. Mirosław Chojecki, 23 września 2022
38. Antoni Macierewicz, 23 września 2022
39. Piotr Naimski, 23 września 2022
40. o. Jacek Salij, 11 listopada 2022
41. Joanna Wnuk-Nazarowa, 3 maja 2023
42. Jerzy Kalina, 11 listopada 2023
43. Jerzy Maksymiuk, 3 maja 2024
44. Ryszard Legutko, 11 listopada 2024
45. Henryk Skarżyński, 11 listopada 2024
46. Janusz Kapusta, 3 maja 2025
47. Jerzy Kropiwnicki, 3 maja 2025
48. Karol Nawrocki, 6 sierpnia 2025 (ex officio)

## Osoby, które odmówiły przyjęcia Orderu Orła Białego
W 1792 roku Stanisław August Poniatowski chciał nadać Tadeuszowi Kościuszce order. Ten jednak, przez własne przekonania, miał odmówić jego przyjęcia. W III RP jedyną osobą, która odmówiła przyjęcia Orderu Orła Białego, był Jerzy Giedroyc w 1994. Od tamtej pory nikt nie zwrócił tego odznaczenia.